# چیگیری
چیگیری (به لاتین: Chigiri) یک منطقهٔ مسکونی در روسیه است که در استان آمور واقع شده‌است.